# İsmail Sefa Yüceer
İsmail Sefa Yüceer (* 1. Januar 1963 in Ankara) ist ein türkischer Diplomat.

## Leben
Yüceer machte 1987 seinen BA-Abschluss in Wirtschaftswissenschaften und Verwaltungswissenschaften sowie Öffentliche Verwaltung an der Technischen Universität des Nahen Ostens in Ankara. Sein MA-Abschluss erfolgte ein Jahr später an der Marmara-Universität im Institut der Europäischen Union. Ab Ende 1990 war er in verschiedenen Positionen in der Türkei im Auswärtigen Amt und in diplomatischen Missionen in der Welt beschäftigt. Ab 1994 war er stellvertretender Konsul im türkischen Konsulat in Los Angeles. Ab 2002 war er Generalkonsul im türkischen Generalkonsulat in Kasan (Russland).
Seine erste Berufung als Botschafter erhielt er zum 15. November 2016 für die türkische diplomatische Mission in Banjul, im westafrikanischen Staat Gambia. Zum 1. Januar 2020 wurde er von Tolga Bermek in der Funktion als Botschafter in Gambia abgelöst.